# St. Nikolaus (Dettenschwang)

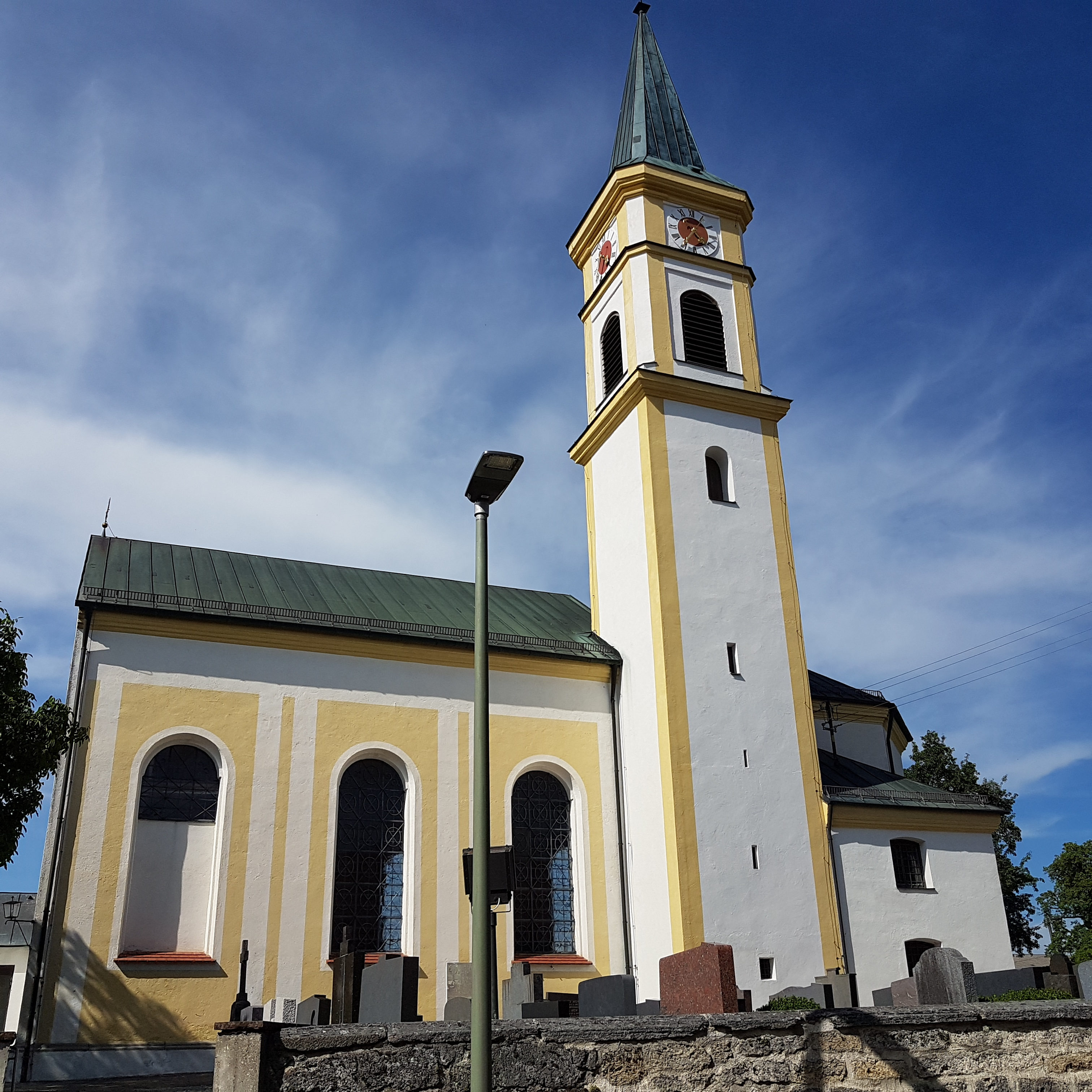
St. Nikolaus in Dettenschwang

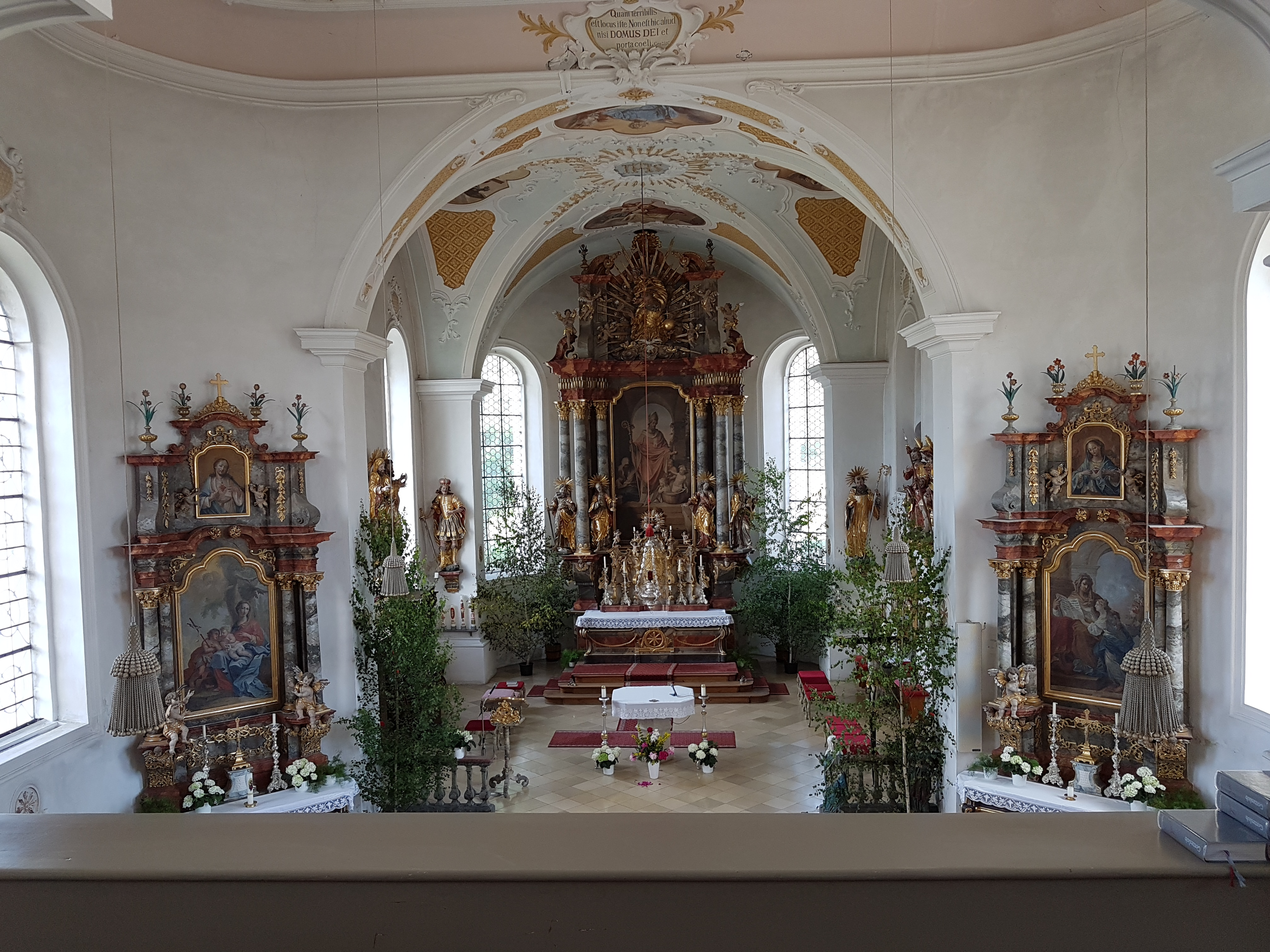
Altäre

Die römisch-katholische Pfarrkirche St. Nikolaus steht in Dettenschwang, einem Gemeindeteil des Marktes Dießen am Ammersee im oberbayerischen Landkreis Landsberg am Lech. Das Bauwerk ist als Baudenkmal unter der Nr. D-1-81-114-74 eingetragen. Die Pfarrei gehört zur Pfarreiengemeinschaft Dießen im Dekanat Landsberg des Bistums Augsburg.

## Beschreibung
Die bei einem Brand zerstörte Saalkirche wurde 1875 wieder aufgebaut. Sie besteht aus dem 1746 nach einem Entwurf von Joseph Schmuzer errichteten Langhaus, dem eingezogenen, dreiseitig geschlossenen Chor von 1516 im Osten und dem Chorflankenturm an der Südwand des Chors, der mit zwei Geschossen mit abgeschrägten Ecken aufgestockt wurde. Das untere enthält den Glockenstuhl, das obere die Turmuhr. Ein spitzer Helm bedeckt den Turm. Die Sakristei befindet sich in der Südostecke von Chor und Chorflankenturm. 
Die spätbarocke Kirchenausstattung wurde erst nach dem Wiederaufbau erworben. Die Altäre mit Skulpturen, die um 1730 Johann Luidl gestaltet hat, stammen aus der Filialkirche St. Martin in Hechenwang. Das Altarretabel des Hochaltars hat 1879 Johannes Kaspar gemalt. Von Johann Baptist Zimmermann stammt eine Marienbildnis von 1729 auf einem Seitenaltar.
Die Orgel wurde 1876 von Max Maerz als Opus 124 gebaut und 1999 durch Orgelbau Schreier restauriert.